# Andrási Márton
Andrási Márton (Almásmálom, 1912. június 4. – Kolozsvár, 1975. január 23.) magyar színész.

## Életpályája
Erdélyben született, Beszterce-Naszód megyében, az Apanagyfaluhoz tartozó Almásmálomon. A színészetet Rákosi Szidi színiiskolájában tanulta, mestere Rátkai Márton volt. Színpadra 1933-ban a Király Színházban lépett először, később különböző vidéki társulatokban játszott, nagyrészt táncos-komikus szerepeket. 1941-től a Kolozsvári Nemzeti Színház társulatában operettszínész, de mellette prózai szerepeket is alakított. 1946-ban mint alapító tag szerződött át a marosvásárhelyi Székely Színházhoz, ahol Erdély egyik legkiválóbb jellemszínészévé fejlődött. 1957-től újból Kolozsváron játszott, az Állami Magyar Színház vezető művésze volt, de többször fellépett a testvérintézmény operett előadásain is.

## Munkássága
Szerepeiben többnyire az elesett embereket elevenítette meg mély átéléssel. Vígjátéki szerepeiben tragikus mélységeket sejtetett, tragikomédiákban, musicalekben a humort és az iróniát jó érzékkel vegyítette.
Kétszeres állami díjas, de megkapta az érdemes művészi címet is.

## Főbb szerepei
- Fekete Péter (Eisemann Mihály: Fekete Péter)
- Balga (Vörösmarty Mihály: Csongor és Tünde)
- Józsa (Illyés Gyula: Fáklyaláng)
- Topaze (Pagnol: Topaze tanár úr)
- Willy Loman (Arthur Miller: Az ügynök halála)
- Svejk (Jaroslav Hašek–Burian: Svejk, a derék katona)
- Peacock (Bertolt Brecht–Kurt Weill: Koldusopera)
- Firsz (Anton Pavlovics Csehov: Cseresznyéskert)